# Mistrovství světa juniorů v orientačním běhu 2015
26. Mistrovství světa juniorů v orientačním běhu proběhlo v Norsku ve dnech 4. až 10. července 2015. Centrum závodů JMS byl v horském prostředí kraje Telemark Fylke v jižním Norsku asi 3-4 hodiny jízdy autem od Osla.

## Program závodů
Program Mistrovství světa byl zveřejněn v souladu s Pravidly IOF v Bulletinu číslo dva:
| Den          | Závod                | Centrum závodu |
| ------------ | -------------------- | -------------- |
| 5. červenec  | Finále – Sprint      | Åmot           |
| 6. červenec  | Kvalifikace – Middle | Krossen        |
| 7. červenec  | Finále – Middle      | Krossen        |
| 9. červenec  | Finále – Long        | Skisenteret    |
| 10. červenec | Finále – Štafety     | Skisenteret    |

## Závod ve sprintu

### Výsledky sprintu
| Muži | Muži                                                                                 | Muži                                                                                 | Muži                                                                                 | Muži                                                                                 | Ženy                                                                                 | Ženy                                                                                 | Ženy                                                                                 | Ženy                                                                                 | Ženy                                                                                 |
| --- | ------------------------------------------------------------------------------------ | ------------------------------------------------------------------------------------ | ------------------------------------------------------------------------------------ | ------------------------------------------------------------------------------------ | ------------------------------------------------------------------------------------ | ------------------------------------------------------------------------------------ | ------------------------------------------------------------------------------------ | ------------------------------------------------------------------------------------ | ------------------------------------------------------------------------------------ |
| - Traťové parametry: 2,91 km, 17 kontrol, 85 m převýšení. - Mapa: Åmot 1:4 000 E= 2m                                            | - Traťové parametry: 2,91 km, 17 kontrol, 85 m převýšení. - Mapa: Åmot 1:4 000 E= 2m | - Traťové parametry: 2,91 km, 17 kontrol, 85 m převýšení. - Mapa: Åmot 1:4 000 E= 2m | - Traťové parametry: 2,91 km, 17 kontrol, 85 m převýšení. - Mapa: Åmot 1:4 000 E= 2m | - Traťové parametry: 2,91 km, 17 kontrol, 85 m převýšení. - Mapa: Åmot 1:4 000 E= 2m | - Traťové parametry: 2,45 km, 13 kontrol, 65 m převýšení. - Mapa: Åmot 1:4 000 E= 2m | - Traťové parametry: 2,45 km, 13 kontrol, 65 m převýšení. - Mapa: Åmot 1:4 000 E= 2m | - Traťové parametry: 2,45 km, 13 kontrol, 65 m převýšení. - Mapa: Åmot 1:4 000 E= 2m | - Traťové parametry: 2,45 km, 13 kontrol, 65 m převýšení. - Mapa: Åmot 1:4 000 E= 2m | - Traťové parametry: 2,45 km, 13 kontrol, 65 m převýšení. - Mapa: Åmot 1:4 000 E= 2m |
| Umístění | Země                                                                                 | Jméno                                                                                | Čas                                                                                  | Ztráta                                                                               | Umístění                                                                             | Země                                                                                 | Jméno                                                                                | Čas                                                                                  | Ztráta                                                                               |
| | Nový Zéland                                                                          | Tim Robertson                                                                        | 0:14:31                                                                              |                                                                                      |                                                                                      | Švýcarsko                                                                            | Simona Aebersoldová                                                                  | 0:13:56                                                                              |                                                                                      |
| | Finsko                                                                               | Aleksi Niemi                                                                         | 0:14:34                                                                              | + 0:00:03                                                                            |                                                                                      | Norsko                                                                               | Heidi Martenssonová                                                                  | 0:14:06                                                                              | + 0:00:10                                                                            |
| | Lotyšsko                                                                             | Algirdas Bartkevicius                                                                | 0:14:57                                                                              | + 0:00:26                                                                            |                                                                                      | Finsko                                                                               | Karoliina Ukskoskiová                                                                | 0:14:30                                                                              | + 0:00:34                                                                            |
| 4 | Švýcarsko                                                                            | Thomas Curiger                                                                       | 0:15:04                                                                              | + 0:00:33                                                                            | 4                                                                                    | Norsko                                                                               | Sigrid Alexandersenová                                                               | 0:14:38                                                                              | + 0:00:42                                                                            |
| 4 | Švýcarsko                                                                            | Tobia Pezzati                                                                        | 0:15:04                                                                              | + 0:00:33                                                                            | 5                                                                                    | Finsko                                                                               | Anna Haatajaová                                                                      | 0:14:43                                                                              | + 0:00:47                                                                            |
| 6 | Finsko                                                                               | Topi Raitanen                                                                        | 0:15:06                                                                              | + 0:00:35                                                                            | 6                                                                                    | Finsko                                                                               | Emmi Jokelaová                                                                       | 0:15:01                                                                              | + 0:01:05                                                                            |
| Oficiální výsledky : junioři Archivováno 10. 7. 2015 na Wayback Machine. a juniorky Archivováno 10. 7. 2015 na Wayback Machine. |                                                                                      |                                                                                      |                                                                                      |                                                                                      |                                                                                      |                                                                                      |                                                                                      |                                                                                      |                                                                                      |

## Závod na krátké trati (Middle)

### Výsledky závodu na krátké trati (Middle)
| Muži | Muži                                                                                        | Muži                                                                                        | Muži                                                                                        | Muži                                                                                        | Ženy                                                                                        | Ženy                                                                                        | Ženy                                                                                        | Ženy                                                                                        | Ženy                                                                                        |
| --- | ------------------------------------------------------------------------------------------- | ------------------------------------------------------------------------------------------- | ------------------------------------------------------------------------------------------- | ------------------------------------------------------------------------------------------- | ------------------------------------------------------------------------------------------- | ------------------------------------------------------------------------------------------- | ------------------------------------------------------------------------------------------- | ------------------------------------------------------------------------------------------- | ------------------------------------------------------------------------------------------- |
| - Traťové parametry: 4,22 km, 19 kontrol, 140 m převýšení. - Mapa: Orrenuten 1:10 000 E= 5m                                     | - Traťové parametry: 4,22 km, 19 kontrol, 140 m převýšení. - Mapa: Orrenuten 1:10 000 E= 5m | - Traťové parametry: 4,22 km, 19 kontrol, 140 m převýšení. - Mapa: Orrenuten 1:10 000 E= 5m | - Traťové parametry: 4,22 km, 19 kontrol, 140 m převýšení. - Mapa: Orrenuten 1:10 000 E= 5m | - Traťové parametry: 4,22 km, 19 kontrol, 140 m převýšení. - Mapa: Orrenuten 1:10 000 E= 5m | - Traťové parametry: 3,61 km, 18 kontrol, 110 m převýšení. - Mapa: Orrenuten 1:10 000 E= 5m | - Traťové parametry: 3,61 km, 18 kontrol, 110 m převýšení. - Mapa: Orrenuten 1:10 000 E= 5m | - Traťové parametry: 3,61 km, 18 kontrol, 110 m převýšení. - Mapa: Orrenuten 1:10 000 E= 5m | - Traťové parametry: 3,61 km, 18 kontrol, 110 m převýšení. - Mapa: Orrenuten 1:10 000 E= 5m | - Traťové parametry: 3,61 km, 18 kontrol, 110 m převýšení. - Mapa: Orrenuten 1:10 000 E= 5m |
| Umístění | Země                                                                                        | Jméno                                                                                       | Čas                                                                                         | Ztráta                                                                                      | Umístění                                                                                    | Země                                                                                        | Jméno                                                                                       | Čas                                                                                         | Ztráta                                                                                      |
| | Finsko                                                                                      | Olli Ojanaho                                                                                | 0:25:13                                                                                     |                                                                                             |                                                                                             | Norsko                                                                                      | Anine Ahlsandová                                                                            | 0:26:57                                                                                     |                                                                                             |
| | Švédsko                                                                                     | Erik Andersson                                                                              | 0:25:27                                                                                     | + 0:00:14                                                                                   |                                                                                             | Švédsko                                                                                     | Johanna Obergová                                                                            | 0:27:11                                                                                     | + 0:00:14                                                                                   |
| | Švýcarsko                                                                                   | Sven Hellmuller                                                                             | 0:26:16                                                                                     | + 0:01:03                                                                                   |                                                                                             | Švýcarsko                                                                                   | Sandrine Muellerová                                                                         | 0:27:14                                                                                     | + 0:00:17                                                                                   |
| 4 | Norsko                                                                                      | Jonas Madslien Bakken                                                                       | 0:26:22                                                                                     | + 0:01:09                                                                                   | 4                                                                                           | Finsko                                                                                      | Anna Haatajaová                                                                             | 0:27:30                                                                                     | + 0:00:33                                                                                   |
| 5 | Norsko                                                                                      | Audun Heimdal                                                                               | 0:26:43                                                                                     | + 0:01:30                                                                                   | 5                                                                                           | Norsko                                                                                      | Ingeborg Eideová                                                                            | 0:27:48                                                                                     | + 0:00:51                                                                                   |
| 6 | Rusko                                                                                       | Nikita Stepanov                                                                             | 0:26:57                                                                                     | + 0:01:44                                                                                   | 6                                                                                           | Švédsko                                                                                     | Tilda Johanssonová                                                                          | 0:27:55                                                                                     | + 0:00:58                                                                                   |
| Oficiální výsledky : junioři Archivováno 15. 7. 2015 na Wayback Machine. a juniorky Archivováno 15. 7. 2015 na Wayback Machine. |                                                                                             |                                                                                             |                                                                                             |                                                                                             |                                                                                             |                                                                                             |                                                                                             |                                                                                             |                                                                                             |

## Závod na klasické trati (Long)

### Výsledky závodu na klasické trati (Long)
| Muži                                                                                        | Muži                                                                                        | Muži                                                                                        | Muži                                                                                        | Muži                                                                                        | Ženy                                                                                       | Ženy                                                                                       | Ženy                                                                                       | Ženy                                                                                       | Ženy                                                                                       |
| ------------------------------------------------------------------------------------------- | ------------------------------------------------------------------------------------------- | ------------------------------------------------------------------------------------------- | ------------------------------------------------------------------------------------------- | ------------------------------------------------------------------------------------------- | ------------------------------------------------------------------------------------------ | ------------------------------------------------------------------------------------------ | ------------------------------------------------------------------------------------------ | ------------------------------------------------------------------------------------------ | ------------------------------------------------------------------------------------------ |
| - Traťové parametry: 10,74 km, 24 kontrol, 385 m převýšení. - Mapa: Svarthyl 1:15 000 E= 5m | - Traťové parametry: 10,74 km, 24 kontrol, 385 m převýšení. - Mapa: Svarthyl 1:15 000 E= 5m | - Traťové parametry: 10,74 km, 24 kontrol, 385 m převýšení. - Mapa: Svarthyl 1:15 000 E= 5m | - Traťové parametry: 10,74 km, 24 kontrol, 385 m převýšení. - Mapa: Svarthyl 1:15 000 E= 5m | - Traťové parametry: 10,74 km, 24 kontrol, 385 m převýšení. - Mapa: Svarthyl 1:15 000 E= 5m | - Traťové parametry: 7,34 km, 16 kontrol, 235 m převýšení. - Mapa: Svarthyl 1:15 000 E= 5m | - Traťové parametry: 7,34 km, 16 kontrol, 235 m převýšení. - Mapa: Svarthyl 1:15 000 E= 5m | - Traťové parametry: 7,34 km, 16 kontrol, 235 m převýšení. - Mapa: Svarthyl 1:15 000 E= 5m | - Traťové parametry: 7,34 km, 16 kontrol, 235 m převýšení. - Mapa: Svarthyl 1:15 000 E= 5m | - Traťové parametry: 7,34 km, 16 kontrol, 235 m převýšení. - Mapa: Svarthyl 1:15 000 E= 5m |
| Umístění                                                                                    | Země                                                                                        | Jméno                                                                                       | Čas                                                                                         | Ztráta                                                                                      | Umístění                                                                                   | Země                                                                                       | Jméno                                                                                      | Čas                                                                                        | Ztráta                                                                                     |
|                                                                                             | Finsko                                                                                      | Olli Ojanaho                                                                                | 1:07:00                                                                                     |                                                                                             |                                                                                            | Švédsko                                                                                    | Sara Hagstromová                                                                           | 0:52:06                                                                                    |                                                                                            |
|                                                                                             | Švédsko                                                                                     | Simon Hector                                                                                | 1:08:15                                                                                     | + 0:01:15                                                                                   |                                                                                            | Finsko                                                                                     | Anna Haatajaová                                                                            | 0:52:46                                                                                    | + 0:00:40                                                                                  |
|                                                                                             | Norsko                                                                                      | Andreas Soelberg                                                                            | 1:08:26                                                                                     | + 0:01:26                                                                                   |                                                                                            | Švýcarsko                                                                                  | Sandrine Muellerová                                                                        | 0:54:19                                                                                    | + 0:02:13                                                                                  |
| 4                                                                                           | Spojené království                                                                          | Aidan Smith                                                                                 | 1:09:05                                                                                     | + 0:02:05                                                                                   | 4                                                                                          | Norsko                                                                                     | Heidi Martenssonová                                                                        | 0:54:46                                                                                    | + 0:02:40                                                                                  |
| 5                                                                                           | Švédsko                                                                                     | Simon Imark                                                                                 | 1:09:13                                                                                     | + 0:02:13                                                                                   | 5                                                                                          | Dánsko                                                                                     | Miri Thrane Odumová                                                                        | 0:55:44                                                                                    | + 0:03:38                                                                                  |
| 6                                                                                           | Finsko                                                                                      | Miika Kirmula                                                                               | 1:19:58                                                                                     | + 0:04:41                                                                                   | 6                                                                                          | Rakousko                                                                                   | Matthias Groellová                                                                         | 1:10:12                                                                                    | + 0:03:12                                                                                  |
| Oficiální výsledky : junioři a juniorky                                                     |                                                                                             |                                                                                             |                                                                                             |                                                                                             |                                                                                            |                                                                                            |                                                                                            |                                                                                            |                                                                                            |

## Medailová klasifikace podle zemí
| Medailová klasifikace podle zemí | Medailová klasifikace podle zemí | Medailová klasifikace podle zemí | Medailová klasifikace podle zemí | Medailová klasifikace podle zemí | Medailová klasifikace podle zemí |
| Umístění                         | Země                             | Zlato                            | Stříbro                          | Bronz                            | Součet                           |
| -------------------------------- | -------------------------------- | -------------------------------- | -------------------------------- | -------------------------------- | -------------------------------- |
| 1.                               | Finsko                           | 3                                | 2                                | 1                                | 6                                |
| 2.                               | Švédsko                          | 2                                | 3                                | 1                                | 6                                |
| 3.                               | Norsko                           | 1                                | 2                                | 2                                | 5                                |
| 4.                               | Švýcarsko                        | 1                                | 1                                | 3                                | 5                                |
| 5.                               | Nový Zéland                      | 1                                | -                                | -                                | 1                                |
| 6.                               | Litva                            | -                                | -                                | 1                                | 1                                |